# Речник социјалног рада
Речник социјалног рада је књига чији је аутор Иван Видановић. Први пут је штампана у пролеће 2006. године, у тиражу од 1.000 примерака. У питању је прво дело ове врсте из области социјалног рада на српском језику. Има 438 страна. 
Речник социјалног рада се по дозволи аутора може објавити на страницама Википедије на српском језику под условима Лиценце за слободну документацију ГНУ-а. Осим тога садржај речника се упоредо поставља и на Викизворник.